# Mount Russell, British Columbia
Mount Russell är ett berg i Kanada.   Det ligger i provinsen British Columbia, i den sydvästra delen av landet, 3 700 km väster om huvudstaden Ottawa. Toppen på Mount Russell är 1 742 meter över havet, eller 656 meter över den omgivande terrängen. Bredden vid basen är 6,5 km.
Terrängen runt Mount Russell är bergig åt nordost, men åt sydväst är den kuperad.Trakten runt Mount Russell är nära nog obefolkad, med mindre än två invånare per kvadratkilometer.. Det finns inga samhällen i närheten.
I omgivningarna runt Mount Russell växer i huvudsak barrskog.